# Unac (wieś)
Unac – miejscowość i gmina we Francji, w regionie Oksytania, w departamencie Ariège.
Według danych na rok 2010 gminę zamieszkiwały 124 osoby, a gęstość zaludnienia wynosiła 47 osób/km².